# Meeus, Louis (stokerij)

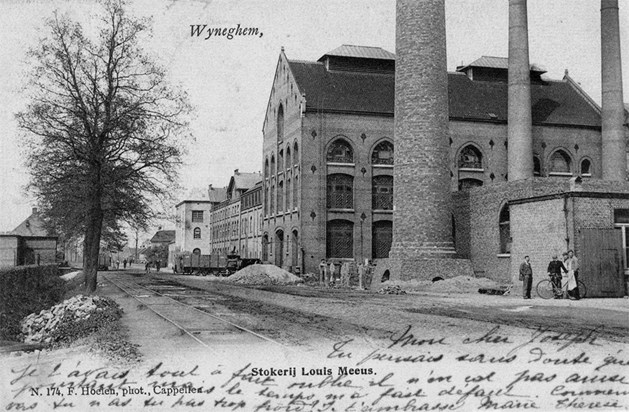
De voormalige site van stokerij Meeus te Wijnegem, gelegen aan het Albertkanaal

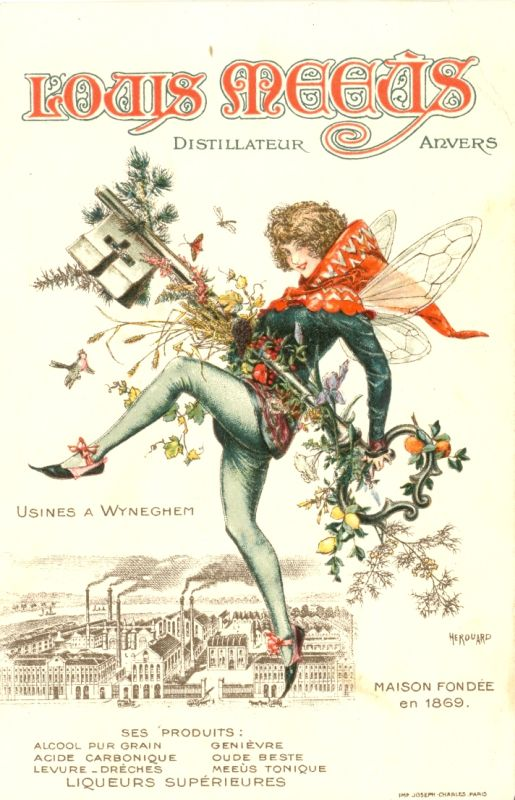
Postkaart voor stokerij Louis Meeus, ca. 1925-1927

De destilleerderij Meeus, in de Belgische gemeente Wijnegem, ontstond in 1863 en groeide begin 20e eeuw uit tot de grootste stokerij binnen Europa.

## 1863: ontstaan van stokerij Meeus
De familie Meeus was reeds in de 18de eeuw een actieve en kapitaalkrachtige ondernemersfamilie op gebied van het uitbaten van stokerijen. Als Kempische familie waren zij onder andere werkzaam in Antwerpen. 
In 1820 richtte Paul Jacques van Reeth een stokerij op De Sleutel (La Clef) in de Lange Winkelstraat te Antwerpen, die nam zijn schoonzoon Louis Jean Meeus over. 
Toen die zijn zoon, Louis Meeus (1816 – 1903), op zoek ging naar een geschikte locatie om dit bedrijf uit te breiden tot een industriële stokerij, vond hij deze in Wijnegem. De ligging aan het Kempisch kanaal met directe mogelijkheid voor aanvoer van grondstoffen en afvoer van jenever was een niet onbelangrijke factor in zijn keuze. Na goedkeuring kon in 1869 van start gegaan worden. Tegen het begin van de 19de eeuw was de stokerij uitgegroeid tot één der grootste destilleerderijen van Europa.

## 1870-1914: Groei van het bedrijf en welvaart voor het hele dorp
Bij oprichting van de stokerij kon Louis Meeus rekenen op de hulp van zijn drie broers Théophile, Hippolyte en Prosper.  
Naast de stokerij kwamen een mouterij, kantoorgebouwen, arbeiderswoningen, magazijnen en stallen. In 1879 vernielde een brand een deel van de stokerij. Maar dit stopte de groei niet: in 1884 werd naast de eerste stokerij De Sleutel (La Clef) een tweede gebouwd, namelijk stokerij De Pijl (La Flèche). Het bedrijf beschikte over twaalf graanmolens en negentien graansilo's van veertien verdiepingen. In 1885 bedroeg de productie 101.359 liter jenever en had de stokerij 200 tot 250 werknemers in dienst. De stokerij betaalde bovendien een van de hoogste accijnzen die in België gehanteerd werden. Op de Wereldtentoonstelling in Antwerpen in 1885 werd hun stand omschreven als 'l'Arc de Triomphe de la distillerie'. Daarnaast beschikte stokerij over een intern spoornet van 600 millimeter, een aansluiting op de buurtspoorweglijn naar Turnhout en een verbinding met het spoornet via lijn 205.
Na het overlijden van Louis en Théophile trok Prosper zich in 1895 terug uit de zaak. Voortaan werd de stokerij geleid door Hippolyte Meeus, terwijl Prosper de distributie in de Lange Winkelstraat voor zijn rekening nam. Vanaf het begin van de twintigste eeuw duidde Hippolyte zijn zonen Louis en Robert aan als rechterhand. 
In de schaduw van de site vestigden vele arbeiders zich in de arbeiderswoningen rondom. Naast een eigen brandweerkorps had de stokerij een schooltje, een kapel en een stoomboot om op het kanaal te varen. Vele dorpelingen en inwoners van naburige gemeenten vonden werkzekerheid in de stokerij. Bovendien betaalde de stokerij lange tijd de municipale taksen voor de gemeente. Hiervoor werden de gebroeders Meeus door de Belgische Staat tot ridder in de Leopoldsorde (België) benoemd. Ook op andere gebieden zoals verkeersinfrastructuur of brandveiligheid trachtten de gebroeders Meeus hun invloed en ervaringen uit de stokerij via politieke weg richting de gemeente zelf door te voeren.
De economische banden met de gemeente Wijnegem werden nauwer wanneer Hippolyte Meeus in 1892 burgemeester van Wijnegem werd en deze taak tot 1914 op zich nam. Gedurende zijn burgemeesterschap stroomden heel wat eigen gelden, vanuit de welvaart van de stokerij, door naar bouwprojecten in de gemeente zoals de bouw van het Gasthuis en het gemeentehuis.

## Eerste Wereldoorlog: begin van een einde
Tijdens de Eerste Wereldoorlog haalden Duitse bezetters alle koperwerk weg. De productie kon dan ook niet langer voortgezet worden. Bovendien vluchtte de familie Meeus richting Engeland waardoor de fabriek pas na 1918 onder beleid van Louis en Robert Meeus, zonen van Hippolyte, terug startte met de werkzaamheden. Door de steeds duurdere accijnzen en de wet Vandervelde werd het alcoholverbruik sterk verminderd. Voortaan werd immers het drinken van gedestilleerde dranken op openbare plaatsen verboden én werd de aankoop van alcoholische dranken financieel bemoeilijkt. In 1930 werd de alcoholproductie stopgezet, maar de mouterij bleef actief.

## Na 1930: van industriële bedrijvigheid tot woonproject
Na sluiting van de stokerij zocht de beheerraad andere wegen. De likeurfabricatie werd overgebracht naar Antwerpen in de Lange Winkelstraat. In 1957, na de dood van Robert, nam Frans Hol de likeurfabricatie over onder de naam Bal & Louis Meeùs, waarbij de distilleerderij in Limburg plaatsvond. De mouterij kwam in handen van de Nederlandse brouwerij Albert Heineken. De Mouterij Albert verhuisde in 1980 naar Ruisbroek aan het Zeekanaal.
Op 8 augustus 1930 zijn in de gebouwen van de voormalige stokerij, ‘Semina’ gevestigd (‘Société Immobilière et Industrielle Anversoise).Ook de andere gebouwen van de voormalige destilleerderij werden aan verschillende bedrijven doorverkocht. Enkele gebouwen werden opgenomen in de lijst cultureel erfgoed van Wijnegem.
De niet beschermde gebouwen van de stokerijsite werden in 1998 door kunsthandelaar Axel Vervoordt aangekocht. Sinds 2012 bezit hij de hele site en werd hier het prestigieuze bouwproject ‘Kanaal’ als een woon-, kantoor- en kunstenproject uitgebouwd. In de voormalige silo’s werden appartementen ondergebracht.